# 15 Ава
15 Ава (ивр. ט"ו באב‎, ту бе-ав — «пятнадцатое ава») — праздник в иудаизме, празднуемый в полнолуние пятнадцатого ава (июль-август). В настоящее время традиция празднования этого дня утеряна, и он отмечен лишь тем, что не читаются ежедневные покаянные молитвы (таханун) и не предаются скорби. С пятнадцатого ава начинается духовная подготовка к месяцу элул и «Грозным дням». В современном Израиле отмечается некоторыми как день влюблённых, наподобие американского Дня Святого Валентина, когда дарят своим любимым и возлюбленным поздравительную символику и цветы; впрочем, эта традиция значительно менее популярна, чем обычаи, связанные с Днём св. Валентина в США. Наряду с Ханукой, Пуримом и Ту бе-Ав является раввинистическим (постбиблейским) праздником, однако упоминается в книге Судей, 21 как древний праздник в Силоме.

## История и значение
Талмуд (Мишна, трактат Таанит) говорит: «Не было таких радостных дней у Израиля, как Пятнадцатое ава и Йом Кипур». Согласно Мишне, Пятнадцатого ава произошло 6 радостных событий:
- прекратился мор, уничтожавший выходцев из Египта — бедствие было исполнением вынесенного Богом смертного приговора всему вышедшему из Египта поколению, совершившему два тяжёлых греха: создание золотого тельца, и нежелание идти в Землю Израиля
- произошла отмена запрета (см. Суд. 19—21) женитьбы потомков рода Вениамина на девушках, принадлежащих к другим израильским родам (см. наложница в Гиве)
- прекратил существование общий запрет на браки между представителям различных израильских родов
- израильским царём Осией был издан указ, пришедший на замену запретительному указу Иеровоама I, разрешивший подданным Израильского царства посещать во время праздников Иерусалим
- подходила к завершению заготовка дров для жертвенника Иерусалимского Храма, где в соответствии с Торой, всегда должен гореть огонь
- были погребены последние из защитников Бетара, чьи тела римляне запретили хоронить.

Считается крайне благоприятным днём для свадьбы, поскольку согласно Мишне, существовал обычай начинать сватовство для создания новых семей в Израиле. Согласно Мишне (Таанит 4:8) в этот день «дочери Иерусалима» одалживали одна у другой белые одежды, чтобы «не смущать неимущих» надевали, а затем пели и водили хороводы в виноградниках с целью найти жениха. Этот обмен одеждами должен был показать, что не важны красота и благосостояние, а главное — содержимое сердец. Девушки пели слова из Таанит: «Юноша! Подними глаза свои и сделай свой выбор, выбери себе жену. Не гляди на красоту, гляди на семейство». Также танцы проводились на городской площади тогдашней столицы Израиля — Силом в Самарии.
Также в этот день со времён строительства Второго храма начинали отмечать праздник урожая винограда и виноделия, продолжавшийся до Йом кипура, во время которых жители кибуцев пытались связать его с музыкой, песнями, поэзией и любовными песнями (англ. chagigat hakeramim). На праздник приглашались все представители народа Израиля независимо от положения в обществе.

## Современное состояние
Сегодня сохраняются некоторые остаточные явления Ту бе-Ав в некоторых традиционных еврейских общинах. Некоторые покаянные и заутренние молитвы, входящие в дневную службу, не произносятся. Женихи не соблюдают предсвадебный пост. Наступление Ту бе-Ав означает окончание занятий в ешиве, и после утренней службы в синагоге наставники должны раздавать своим подопечным по стакану бренди и по куску пирога.
В настоящее время празднование Ту бе-Ав разделилось на очень незатейливое и некоторые достаточно последовательные. Так, в Цемахе, расположенном недалеко от Тверии, с 1978 до 2011 года на Ту бе-Ав проводился молодёжный рок-фестиваль под общим названием «Ночь любви на Киннерете». 
В то же время, например, иное празднование Ту бе-Ав проходило на Манхэттане где группа из ста неженатых и незамужних молодых людей возраста тридцати-сорока лет собралась в ротонде, расположенной у подножия 79 улицы и реки Гудзон с видом на лодочную бухту и Палисэйдс парк. Спонсором мероприятия выступило Собрание общины Иакова (англ. Congregation Kehilath Jacob). Поскольку это было ортодоксальное празднование, то танцы были раздельными. Небольшой ансамбль из восьми музыкантов играл еврейские и хасидские мелодии. Работу по знакомству проводил профессиональный сват, или шадхан (идиш שאדכן‎), Пинкус Фрейберг, рассматривавший свою деятельность следующим образом: «Бог выбирает пару, я же лишь воодушевляю». Также в число тех, кто на Ту бе-Ав помогает мужчинам и женщинам найти себе спутника на всю жизнь, входят модельер, скрипач, психотерапевт и иудейский наставник. Одна из тех, кто решил отказаться от традиционного белого в пользу яркого ситцевого платья на Ту бе-Ав, Арлин Агус, задала тон, сказав, что «Сватовство подобно охоте за головами, а кроме того, это охота за сердцами».
Торговые сети Израиля приурочивают к Ту бе-Ав распродажи. Например, мороженого или нижнего белья.
В 2023 году организация «Баим бе-тов», созданная для борьбы с кризисом позднего вступления в брак, запустила в преддверии праздника общественную кампанию. Она призывает израильтян помочь знакомым холостякам устроить личную жизнь.

## Оценки
Раби Шимон бен Гамлиэль считал, что в этот день «племенам Израиля было разрешено смешиваться друг с другом».

Специалист по иудаике и еврейской философии Меир Левинов отмечает, что 
Не было в Израиле праздника прекраснее 15 Ава. Еврейские девушки выходили в сады в белых платьях — одолженных, по обычаю, друг у друга, чтобы никому не было стыдно из-за отсутствия красивой одежды. В садах они водили хороводы, и всякий, кто искал себе невесту, шёл туда.
Генрих Грец считает, что празднование пятнадцатого ава появилось благодаря фарисеям, пытавшимся показать этим свою победу над саддукеями.
Некоторые учёные обращают внимание на то, что в этот праздник зажигались факелы и костры, что, по их мнению, свидетельствует о связи Ту бе-Ав с языческими торжествами в честь летнего солнцестояния.
Ту бе-Ав известен на Западе как еврейский «день Сэди Хокинс» (Сэди Хокинс — героиня комикса, «охотница за мужчинами»).